# Ченджо
Ченджо (італ. Cengio, ліг. Cengë) — муніципалітет в Італії, у регіоні Лігурія, провінція Савона.
Ченджо розташоване на відстані близько 450 км на північний захід від Рима, 60 км на захід від Генуї, 24 км на північний захід від Савони.
Населення — 3626 осіб (2014).

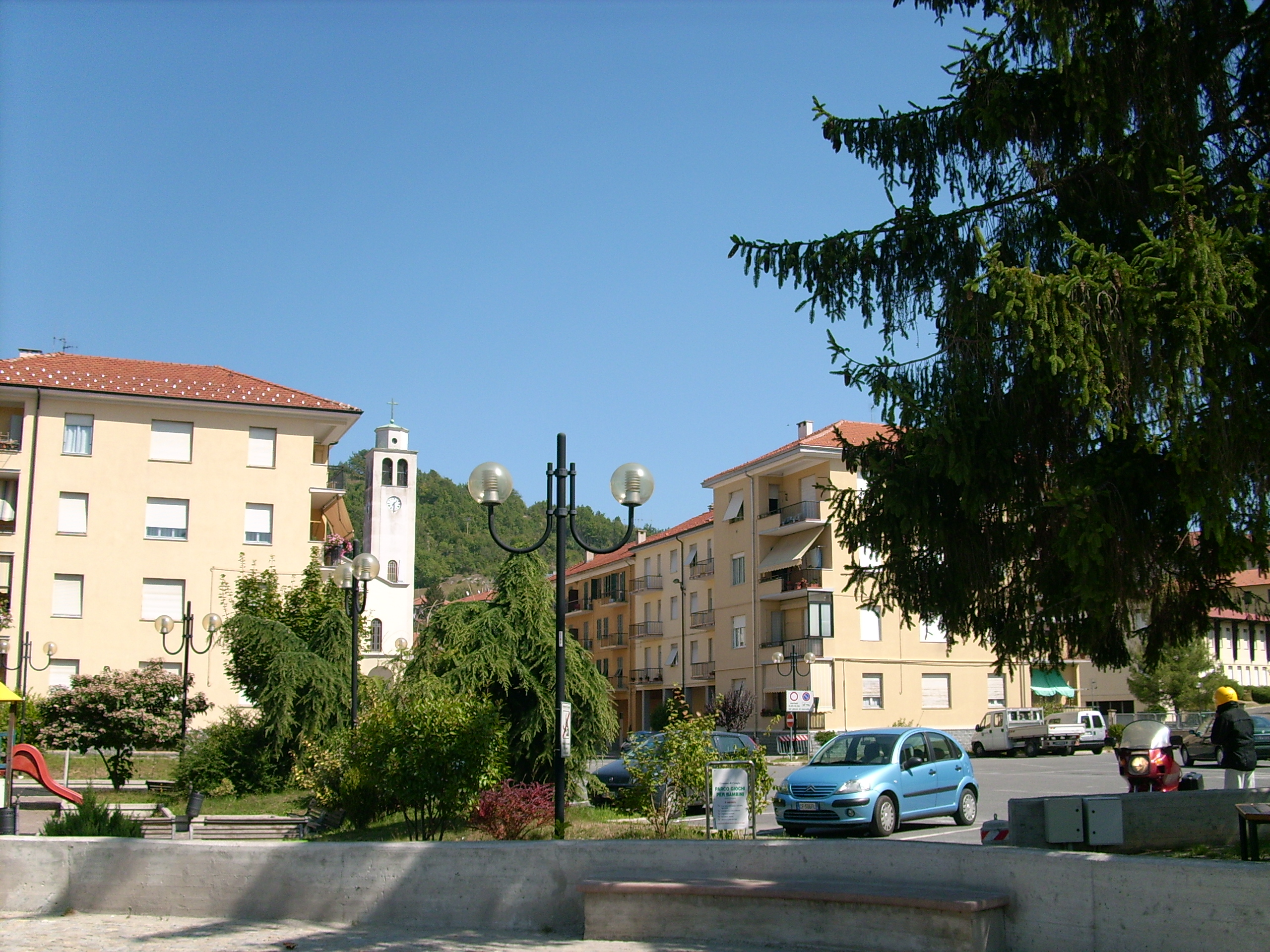

Щорічний фестиваль відбувається 30 квітня, 1 травня. Покровитель — Santa Caterina da Siena.

## Демографія
Населення за роками:

Станом на 1 січня 2023 року в муніципалітеті офіційно проживало 459 іноземців з 37 країн, серед них 79 громадян країн Євросоюзу та 15 громадян України.

## Сусідні муніципалітети
- Каїро-Монтенотте
- Коссерія
- Міллезімо
- Монтецемоло
- Роккавіньяле
- Салічето